# Comuna Iablunivka, Lîseanka
Iablunivka (în ucraineană Яблунівка) este o comună în raionul Lîseanka, regiunea Cerkasî, Ucraina, formată din satele Iablunivka (reședința) și Kucikivka.

## Demografie
Componența lingvistică a comunei Iablunivka
     Ucraineană (99,03%)
     Alte limbi (0,8%)
Conform recensământului din 2001, majoritatea populației comunei Iablunivka era vorbitoare de ucraineană (99,03%), existând în minoritate și vorbitori de alte limbi.